# Чемпионат России по дзюдо
Чемпионат России по дзюдо — соревнование по дзюдо за звание чемпиона России. Впервые был проведён в 1992 году. Проводится ежегодно. В 1997 году была изменена система весовых категорий. С 2006 года мужское и женское первенство проводятся вместе.
| Год  | №              | Дата                            | Место проведения              |
| ---- | -------------- | ------------------------------- | ----------------------------- |
| 1992 | 1-й чемпионат  | 24-27 декабря 1992 года         | Балаково, Саратовская область |
| 1993 | 2-й чемпионат  | 18-21 декабря 1993 года         | Санкт-Петербург               |
| 1994 | 3-й чемпионат  | 18-22 декабря 1994 года         | Красноярск                    |
| 1995 | 4-й чемпионат  | 21-24 декабря 1995 года         | Рязань                        |
| 1996 | 5-й чемпионат  | 23-27 декабря 1996 года         | Пермь                         |
| 1997 | 6-й чемпионат  | 9-12 декабря 1997 года          | Москва                        |
| 1998 | 7-й чемпионат  | 25-29 ноября 1998 года          | Кстово                        |
| 1999 | 8-й чемпионат  | 2-5 декабря 1999 года           | Кстово                        |
| 2000 | 9-й чемпионат  | 23-26 ноября 2000 года          | Пермь                         |
| 2001 | 10-й чемпионат | 29-1 декабря 2001 года          | Чебоксары                     |
| 2002 | 11-й чемпионат | 27-30 июня 2002 года            | Красноярск                    |
| 2003 | 12-й чемпионат | 27-30 июня 2003 года            | Пермь                         |
| 2004 | 13-й чемпионат | 27-30 июня 2004 года            | Пермь                         |
| 2005 | 14-й чемпионат | 10-13 ноября 2005 года          | Тверь                         |
| 2006 | 15-й чемпионат | 8-12 ноября 2006 года           | Волгоград                     |
| 2007 | 16-й чемпионат | 8-11 ноября 2007 года           | Санкт-Петербург               |
| 2008 | 17-й чемпионат | 6-9 ноября 2008 года            | Волгоград                     |
| 2009 | 18-й чемпионат | 22-25 октября 2009 года         | Нальчик                       |
| 2010 | 19-й чемпионат | 23-27 декабря 2010 года         | Екатеринбург                  |
| 2011 | 20-й чемпионат | 31 августа-4 сентября 2011 года | Казань                        |
| 2012 | 21-й чемпионат | 1-5 октября 2012 года           | Кемерово                      |
| 2013 | 22-й чемпионат | 8-13 октября 2013 года          | Санкт-Петербург               |
| 2014 | 23-й чемпионат | 10-15 сентября 2014 года        | Ханты-Мансийск                |
| 2015 | 24-й чемпионат | 9-14 сентября 2015 года         | Красноярск                    |
| 2016 | 25-й чемпионат | 8-11 сентября 2016 года         | Хабаровск                     |
| 2017 | 26-й чемпионат | 7-10 сентября 2017 года         | Нальчик                       |
| 2018 | 27-й чемпионат | 10-13 октября 2019 года         | Грозный                       |
| 2019 | 28-й чемпионат | 5-10 сентября 2019 года         | Назрань                       |
| 2021 | 29-й чемпионат | 2-26 сентября 2021 года         | Майкоп                        |
| 2022 | 30-й чемпионат | 31 октября-4 ноября 2022 года   | Екатеринбург                  |
| 2023 | 31-й чемпионат | 28-30 сентября 2023 года        | Кемерово                      |
| 2024 | 32-й чемпионат | 17-20 октября 2024 года         | Сочи                          |